# 대전정림중학교
대전정림중학교(大田正林中學校)는 대한민국 대전광역시 서구 괴곡동에 있는 공립 중학교이다.

## 학교 연혁
- 1998년 10월 30일 : 학교 설립인가
- 2001년 3월 6일 : 대전정림중학교 개교 24학급 인가
- 2007년 2월 2일 : 특수학급 1학급 인가
- 2024년 1월 9일 : 제21회 졸업식 (졸업생 55명, 총 4,062명)
- 2024년 3월 4일 : 2024학년도 입학 (남 34명, 여 28명 총 62명)
- 2024년 9월 1일 : 제12대 김규행 교장 취임

## 참고 자료
- 대전정림중학교 - 한국교육학술정보원 학교알리미